# Senostoma mcalpinei
Senostoma mcalpinei är en tvåvingeart som beskrevs av Barraclough 1992. Senostoma mcalpinei ingår i släktet Senostoma och familjen parasitflugor. Inga underarter finns listade i Catalogue of Life.